# Рис, Луи
Луи Рис (нем. Louis Ries; 30 января 1830, Берлин — 3 октября 1913, Лондон) — немецко-британский скрипач. Представитель многочисленной музыкальной династии, сын Хуберта Риса, внук Франца Антона Риса.

## Биография
Первые уроки музыки получил у своего отца. В 1852—1853 годах совершенствовал своё мастерство в Брюсселе под руководством Анри Вьётана, В дальнейшем жил в Лондоне. В 1855—1870 годах — непременный участник (вторая скрипка) постоянно выступавшего в публичных концертах струнного квартета, в котором его партнёрами были Йозеф Иоахим, Вильма Неруда, Генрик Венявский и Людвиг Штраус, в разное время занимавшие пульт первой скрипки, а также виолончелист Альфредо Пиатти. Недолгое время у Риса брал уроки скрипки Эрнст Рудорф.